# County Donegal Railways
County Donegal Railways fue una empresa ferroviaria que operaba la mayor red de vía estrecha (914 mm, 3 pies) de las islas británicas. Todas las líneas se extendían en County Donegal, en la parte septentrional de la isla de Irlanda, actualmente dividido entre la República de Irlanda e Irlanda del Norte.

## Historia
Esta empresa comprendía diversas concesiones ferroviarias:
- El Finn Valley Railway (FVR). Fue el primer ferrocarril en County Donegal, en una extensión de 22 km desde Strabane hasta Stranorlar. Inicialmente construido con el ancho irlandés de 1.600 mm, fue inaugurado el 7 de septiembre de 1863. Sus estaciones eran: Stranorlar, Derg Bridge, Barnesmore, Lough Eske, Clar Bridge y Donegal Town.

- El West Donegal Railway: de vía estrecha 914 mm (3 pies), extensión del FVR de 29 km desde Stranorlar a Donegal (estaciones: Stranorlar, Derg Bridge, Barnesmore, Lough Eske, Clar Bridge y Donegal Town).

En 1892 los dos ferrocarriles se fusionaron, formando the Donegal Railway Company, y la sección de ancho estándar irlandés fue convertida a vía estrecha. Se construyeron más ramales, cuando el gobierno avaló a la compañía por valor de 300.000 libras para construir nuevas líneas entre:
- Stranorlar - Glenties, 38 km, inaugurado en 1895 (estaciones: Stranorlar, Ballybofey, Glenmore, Cloghan, Ballinamore, Fintown, Shallogans y Glenties).

- Donegal Town a Killybegs, 30 km, inaugurado en 1893 (estaciones: Donegal Town, Killymard, Mountcharles, Doorin Road, Inver, Port, Dunkineely, Bruckless, Ardara Road y Killybegs).

Y las siguientes líneas fueron construidas a continuación:
- Strabane a Derry, 22 km, inaugurada en 1901 (estaciones: Strabane, Ballymagorry, Ballyheather, Donemana, Cullion, New Buildings y Derry Victoria Road).

- Donegal Town a Ballyshannon, 26 km, inaugurado en 1903 (estaciones: Donegal Town, Drumbar, Laghey, Bridgetown, Ballintra, Rossnowlagh, Creevy y Ballyshannon)

El kilometraje total de la red ascendía a 168 km. el 1 de mayo de 1909, cuando el County Donegal Joint Comitee entró en funcionamiento. Con la adición de una nueva línea desde Strabane a Letterkenny, de 30 km y con las estaciones de Strabane, Lifford, Ballindrait, Coolaghy, Raphoe, Convoy, Corngillagh, Glanmaquin and Letterkenny), inaugurada el 1 de enero de 1909, la longitud total de la red ascendió a 198 km; si le añadimos los 161 km pertenecientes al Londonderry&Lough Swilly Railway, unidos con las líneas anteriores, el sistema ferroviario de vía estrecha en el norte de Irlanda alcanzaba un desarrollo de 360 km.

## Clausura
El ramal de Glenties fue clausurado en 1947. La línea Strabane - Derry, fue clausurada en 1954. El resto de los servicios de pasajeros fueron suprimidos el 31 de diciembre de 1959. La mayor parte de la red ferroviaria fue cerrada completamente el 16 de febrero de 1960.

## Atracción turística
Parte de la línea que recorría el Lough Finn cerca de Fintown ha sido reconstruida como ferrocarril turístico.
El Donegal Railway Centre ha sido concebido para albergar detalles históricos y material móvil del CDRJC.
St. Connell's Museum, en Glenties posee una extensa colección de artículos del ferrocarril.

## Para saber más
- The Phoenix (County Donegal Railway Restoration Ltd.). 1-23. 1992-2005.
- Begley, Joe. The County Donegal Railway A Visitors Guide. ISBN 1-874518-04-1.
- Flanders, Steve (1996). The County Donegal Railway An Irish Railway Pictorial. ISBN 1-85780-054-0.
- Crombleholme, Roger (2005). The County Donegal Railways Companion. ISBN 1-85780-205-5.
- Bell, Dave (2001). County Donegal Railway Restoration Society 10 years.
- Architectural Heritage of the Narrow Gauge Railways of County Donegal. County Donegal Railway Restoration Ltd. 2003.
- Patterson, Edward M. (1969). The County Donegal Railways. ISBN 0-7153-4376-9.
- Donegal's Railway Heritage. 1 (South Donegal). South Donegal Railway Restoration Society. 1994. ISBN 1-874518-01-7.

- Datos: Q5177663
- Multimedia: County Donegal Railways Joint Committee / Q5177663